# 하경민 (배구 선수)
하경민(河京珉, 1982년 7월 27일 ~ )은 대한민국의 은퇴한 배구 선수이다. 현역 시절에 대전 삼성 블루팡스 소속으로 뛰었다.

## 약력
하경민은 벌교상업고등학교 1학년 때부터 배구를 시작하였다. 고등학교 입학 당시 그의 키가 2미터가 넘는 키였기 때문에 뒤늦게 배구에 입문하였지만, 명지대학교에 입학하면서 속공, 블로킹 가담 능력이 크게 향상되었다. 그의 실력이 크게 향상되면서 2004년 V투어에서 인상적인 활약을 펼치며 남녀 올스타전에 강동진, 하현용, 구상윤과 함께 대학생 선수로 출전하기도 하였다.
2005년 프로 원년리그를 앞두고 열린 신인 드래프트에서 2라운드 2순위로 천안 현대캐피탈 스카이워커스에 입단하였다. 첫 해에는 1경기에 출전할 정도로 그다지 활약을 보이지는 않았으나, 다음 시즌인 KT&G 2005~2006 V-리그부터 주로 교체 멤버로 투입되어 분위기 반전을 이끄는 역할을 하였다. 특히 그는 NH농협 2007~2008 V-리그 플레이오프에서 박철우와 교체 출전하여 인천 대한항공 점보스와의 경기를 역전승으로 이끄는 조연을 하였다.
그는 외모가 탤런트이자 영화배우인 장동건과 닮았다 하여 "코트의 장동건"이라는 별명을 가지고 있다. 하지만 그의 눈이 매우 커서 만화 캐릭터 류크를 연상시킨다 하여 "류크"라는 별명도 가지고 있다. 배구팬 사이에는 후자가 더 알려진 별명이다.

## 에피소드
하경민은 현대캐피탈 시절에 동료인 박철우와 매우 친하기도 했는데, 하루는 자신의 싸이월드 홈페이지에 김요한, 문성민, 박철우 셋이 개그 프로그램을 흉내내 장난스럽게 포즈를 취한 사진을 올렸다. 그리고 그 아래 재미난 멘트를 달았는데 내용은 이렇다.
| “ | 난 철우가 젤 귀엽고 잘 생긴 줄 알았다. 근데 이건 머란 말인가? 내가 2년동안 현대에 있더니 착각에 빠져 있었나보다. 땡칠이(박철우 별명) 참..............못났다 ㅋㅋㅋ ‘우물 안 개구리’가 아닌 ‘현대 안 꽃미남’ ㅠㅠ 참 못났다 캬캬캬캬캬 | ” |

## 2008~2009 시즌
하경민은 대표팀에도 여러 차례 선발될 정도로 블로킹 가담 능력이 뛰어나지만 NH농협 2008~2009 V-리그 정규 리그에서는 이선규, 윤봉우와의 블로킹 경쟁에서 밀리는 바람에 정작 중요한 경기에서 벤치를 지키거나 간간히 교체 출전하기 일쑤였다. 물론 그는 정규리그를 치르며 22경기에 출전하였지만 이선규와 윤봉우가 블로킹, 속공 등 주전 자리를 놓고 양보 없는 경쟁을 하다 보니 하경민에게는 그만큼 출전 기회가 줄어들 수밖에 없던 것이었다.

## 2009~2010 시즌
하경민은 이선규, 윤봉우와 번갈아 가며 현대캐피탈의 센터진을 구축하며 활약하였는데, 2010년 2월 24일 천안유관순체육관에서 열린 수원 KEPCO 빅스톰과의 경기에서 한 경기 최다인 11개의 블로킹 기록을 세우며 같은 시즌에 11개의 블로킹 기록을 세운 윤봉우와 타이를 이루었다. 시즌 후 임시형과 함께 수원 KEPCO 45에 트레이드되었고, 그 상대는 문성민이었다. 그 뒤 2012/2013시즌이 시작하기 전 잠시 대한항공에 맞바꾸어 임대되었다. 그 상대는 장광균, 신경수였다. 2012/2013 시즌 후 수원 한국전력 빅스톰으로 복귀하였다. 2015년 6월, 마르팡 증후군으로 현역 은퇴를 선언하였으나, 2015년 8월, 대한항공에 입단하면서 다시 현역에 복귀했다.

## 2014~2016 시즌
시즌 중이던 2016년 1월에 당시 임신 중이던 부인을 만나 대한항공의 하갈 숙소에서 차로 가던 중 추돌사고가 났고, 이 교통사고 후유증으로 인해 또 수술을 받았다. 결국 시즌 후 대한항공에서 웨이버 공시되어 방출되었고, 지태환의 군 입대로 센터진의 보강이 절실했던 삼성화재에서 그를 영입하여 선수 생활을 연장할 수 있게 되었다.
2016-2017 시즌이 끝난 후 FA 자격을 얻었으나, 협상이 결렬되며 재계약에 실패했다. 결국 시즌 후 현역 은퇴를 선언했다.

### 영화
- 2024년 영화 《1승》